# 하다카노 라리즈
하다카노 라리즈(裸のラリーズ, はだかのラリーズ, Les Rallizes Dénudés)는 일본의 싸이키델릭 밴드이다. 해외에는 불어풍의 이름인 Les Rallizes Dénudés(レ・ラリーズ・デニュデ)으로 알려져있다. 불어로 제대로 쓰면 rallises가 맞다.

## 개요
62년 교토에서 음악, 예술집단으로 결성되어 67년에 밴드활동을 시작했다. 밴드활동 초기부터 연출가인 小松辰男의 극단 현대극장(現代劇場)과 관련되어 연주와 상연을 동시에 진행하는 격렬한 공연을 진행했다. 멤버중 한명은 이후 요도 호 사건에 관련되기도 한 와카바야시 모리아키(若林盛亮)였다. 69년에는 교토대에 설치된 바리케이트 안에서 진행된 이벤트 바리케이트-어-고고에 참여해 극단 모던 아트 소사이어티와 함께 면죄부라는 리사이틀(冤罪符としてのリサイタル)이라는 공연을 진행했다. 당시 배포된 전단에는 '화제의 극단적 사운드, 검은 집시 밴드, 미즈타니와 하다카노 라리즈'라 적혀있었다. 그들은 전공투 학생들과 깊은 유대감을 가지고 있었다. 이 때의 음원은 '67-'69 STUDIO et LIVE에 실려있다. 소음 가득한 밴드 사운드와 상징시풍의 어두운 가사를 담은 포크곡이 공존하는 음악이었다. 멤버는 유동적이어서 미즈타니 외에는 변동이 있었다.
미즈타니는 70년에 도쿄로 이주하여 새로운 하다카노 라리즈로 활동한다. 이들은 클럽 OZ에서 활동했으며 이때의 기록은 OZ DAYS LIVE에 실려있다.
70년대 중반에도 여전히 인디, 히피계열 밴드들과 공연을 진행했다. 영국 버진 레코드에서 앨범을 내자는 말이 있었지만 무산되었다. 이 시기의 공연은 '77 LIVE에 담겨있다.
하다카노 라리즈는 90년대 중반이후 활동을 멈춘 상태이다. 미즈타니가 공개적으로 발언한 것이 별로 없고 활동 자체도 언더그라운드에서 단절적으로 이루어졌기 때문에 하다카노 라리즈에 대한 정보는 거의 없다. 그런 탓에 밴드가 과도하게 전설적인 존재가 된 면도 있다. 이런 전설화 신격화는 미즈타니가 의도한 바도 있다는 비판도 받는다. 일단 음반이 극소량만 발매되었고 이후 재발매가 되지 않고 있으며 그런데 또 미즈타니가 해적반의 발매를 용인했다는 말도 있기 때문이다.
이들의 특징이라면 미즈타니의 피드백이 걸린 과도하게 큰 노이즈라 할 수 있다. 기타 앰프에서 뿜어내는 폭풍우같은 피드백 노이즈는 소닉 유스 등의 노이즈 록이 오버그라운드에서 정착해 지금은 '저패노이즈'(Japanoise)로 알려져있다. 하지만 의외로 미즈타니가 부르는 포크 풍의 노래도 있다. 공연장이 너무 시끄러워서 가사가 전달되지는 않은 편이었다.
앨범은 3장이지만 출시와 동시에 절판되었고 가끔 온라인 경매에서 고가에 거래된다. 따라서 이들의 음악을 접하려면 해적판이나 옴니버스 음반을 구해야 한다. 해적판은 보통 음지에서 유통되지만 이들의 해적판은 여기저기서 유통중이다. 심지어 해외에서도 다량의 해적판이 나돌아 미즈타니가 승인해준 것 아닌가 하는 의혹이 있는 것이다.

## 음반 목록
- '67-'69 STUDIO et LIVE （1991年） - CD
- MIZUTANI -Les Rallizes Denudes- （1991年） - CD
- '77 LIVE （1991年） - 2枚組CD
- Les Rallizes Denudes （1992年） - ライブ映像で構成された映像作品　-VHS
- etcetera vol.2 （1996年） - EP、自費出版雑誌におまけで付属していたもの、2曲収録